# Richard Avenarius

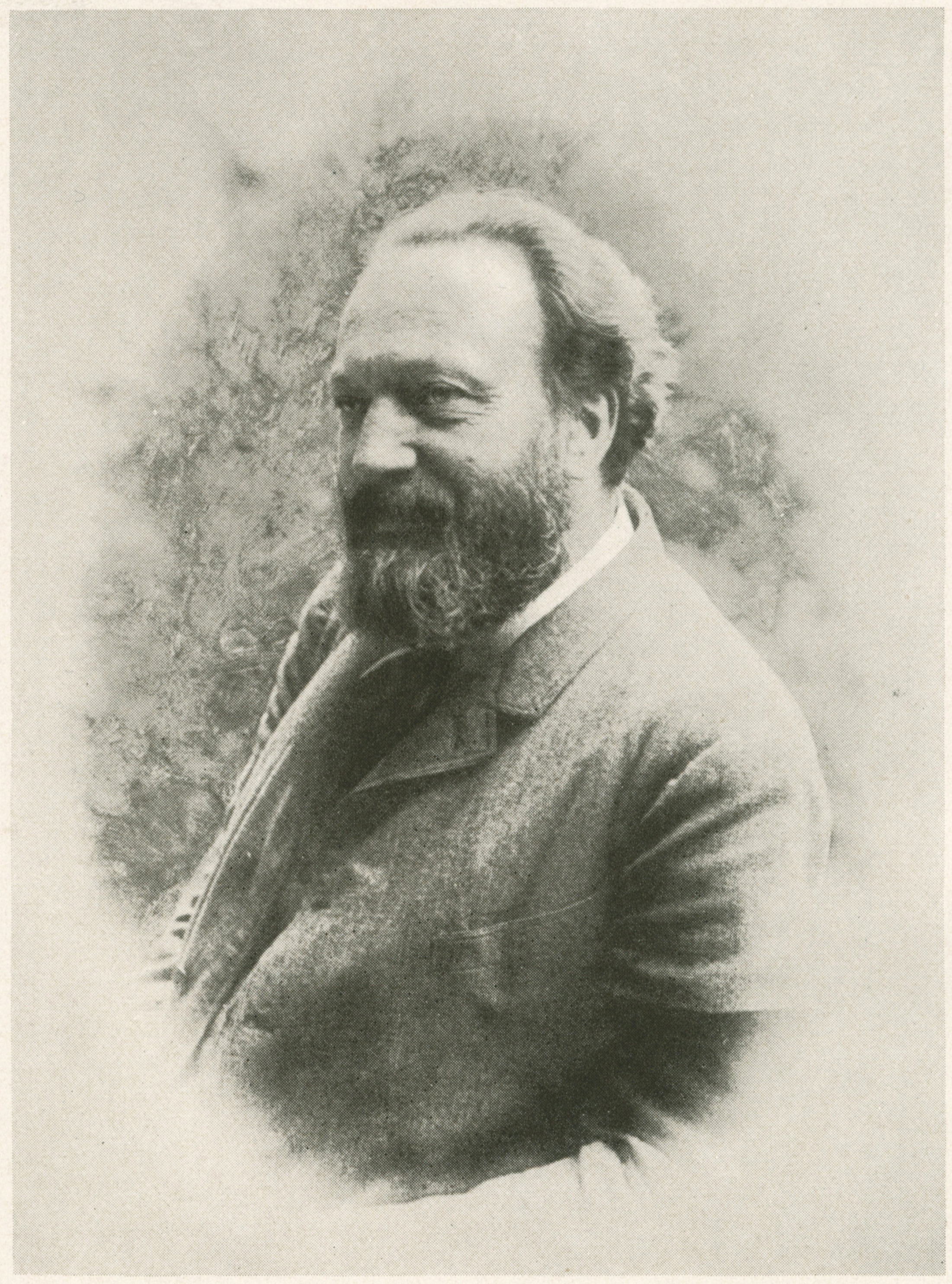
Richard Avenarius

Richard Avenarius (* 19. November 1843 in Paris; † 18. August 1896 in Zürich), eigentlich Richard Habermann, war ein deutscher Philosoph. Er bezeichnete seine Lehre als Empiriokritizismus.

## Leben
Der Sohn des Buchhändlers und Verlegers Eduard Habermann studierte von 1865 bis 1868 Philosophie, Philologie und Psychologie an den Universitäten Zürich, Leipzig und Berlin. Als er seinen Familiennamen zu „Avenarius“ latinisierte, knüpfte er damit an einen Vorfahren in der väterlichen Linie an, der ebenfalls „Habermann“ (von „Hafer“, lat.: „avena“) ins Lateinische übersetzt hatte. In Leipzig wurde er 1868 promoviert und 1876 habilitiert. 1877 folgte er einem Ruf als ordentlicher Professor für Philosophie, Psychologie und Pädagogik an die Universität Zürich.

## Denken
Im Kern seiner Philosophie will er alles eliminieren, was nicht reine Erfahrung ist, das heißt, dass alles, was nicht dem Aussageinhalt (E-Wert) entspricht, durch die Umgebung selbst bedingt wird, es mithin keinen Unterschied zwischen innerer und äußerer Erfahrung eines Individuums gibt. Er begründet seine Aussagen damit, dass das vorfindende Individuum im System C (= Großhirn) repräsentiert ist. Danach ist Philosophie „das wissenschaftlich gewordene Streben …, die Gesamtheit des in der Erfahrung Gegebenen mit dem geringsten Kraftaufwand zu denken“. Avenarius hat die Bedeutung des Ökonomieprinzips für das seelische Leben und das Erkennen analysiert.

## Wirkung und Rezeption
Zahlreiche Denker und Dichter sind von Avenarius beeinflusst, so unter anderen Friedrich Carstanjen, Joseph Petzoldt, Richard Wahle, Rudolf Willy, Carl Hauptmann, Rudolf Wlassak, Alf Nyman, Franz Blei, Ernst Mach, Rudolf Maria Holzapfel, Alexander Alexandrowitsch Bogdanow, Ber Borochov und Heinrich Gomperz. Wladimir Iljitsch Lenin, der Avenarius Werk in Zürich las, schrieb sein wichtigstes die Philosophie betreffendes Werk Materialismus und Empiriokritizismus (1908) in Auseinandersetzung mit A.s Grundkonzept. Darüber hinaus übte er einen beträchtlichen Einfluss auf Edmund Husserl aus sowie auf Theodor Ziehen. Ebenso beschäftigte sich Erwin Schrödinger während seiner Kriegsteilnahme eingehend mit dem Werk von Avenarius. Richard Avenarius inspirierte die Figur des Professor Avenarius im Roman Die Unsterblichkeit von Milan Kundera. Nachdem sein Urnengrab in der Festhalle des Friedhof Sihlfeld in Zürich 1921 aufgehoben worden war und seine Asche-Urne für 100 Jahre im Archiv der Universität Zürich aufbewahrt war, wurde er im Mai 2021 am ursprünglichen Ort feierlich wiederbeigesetzt.

## Werke
- Ueber die beiden ersten Phasen des Spinozischen Pantheismus und das Verhältnis der zweiten zur dritten Phase. Eduard Avenarius, Leipzig 1868; archive.org.
- Philosophie als Denken der Welt gemäß dem Prinzip des kleinsten Kraftmaßes. Prolegomena zu einer Kritik der reinen Erfahrung. Fues, Leipzig 1876; 2. Auflage 1903; archive.org.
- Kritik der reinen Erfahrung. 2 Bände. Fues, Leipzig 1888/1890; 2. Auflage 1907/1908; archive.org.
- Der menschliche Weltbegriff. Reisland, Leipzig 1891; 2. Auflage 1905; 3. Auflage 1912; archive.org.